# Kościół Matki Bożej Różańcowej w Bukowej
Kościół Matki Bożej Różańcowej w Bukowej – świątynia wybudowana w 1982 roku.
Historia parafii w Bukowej sięga 1976 roku, kiedy to utworzony został samodzielny ośrodek duszpasterski. Rok później 10 kwietnia w Wielkanoc odprawiona została pierwsza Msza św. w nowo wybudowanej kaplicy.
Budowę kościoła rozpoczęto w 1980 r. Projekt nowej świątyni opracował mgr inż. arch. Zdzisław Wiek z Kielc. Parafia została erygowana rok później 23 grudnia 1981 r. przez bp Stanisława Szymeckiego. Wydzielono ją z macierzystej parafii Małogoszcz i z parafii Krasocin. Poświęcenia fundamentów kościoła dokonał 25 maja 1980 r. bp Edward Materski, a nowo wybudowanego kościoła 5 września 1982 r. bp Stanisław Szymecki.
Parafię liczącą 3102 wiernych tworzą miejscowości: Bukowa, Cieśle, Skorków i Występy.

## Literatura
- Władysław Burzawa, Katarzyna Dobrowolska, Agnieszka Dziarmaga, ks. Paweł Tkaczyk Diecezja Kielecka, miejsca-historia-tajemnice Kielce 2011